# Al-Musta'in (mamluksultan)
Al-Musta'in, död 1430, var en egyptisk kalif och monark. Han var kalif i Kairo mellan 1406 och 1414. Han var även sultan i mamlukdynastins Egypten mellan 1412 och 1412. Han var den enda kalifen i Kairo som också var regerande sultan. 